# ☆NonSugar
☆NonSugar（ノンシュガー）は東京新宿を拠点に活動していた女性アイドルグループ。
「日曜朝練アイドル」のキャッチフレーズにそって新宿角座で毎週日曜日の朝10時に定期イベントを開催していた。
ファンのことを「無糖派」と呼称する。
2019年3月10日メンバー全員がグループを卒業し解散した。
所属はノンシュガーレーベル-松竹芸能。
松竹芸能唯一のアイドルグループであった。

## 略歴
発足時の名称はノンシュガーだが2018年4月から☆NonSugarに改名。

### 2015年
- 4月、ノンシュガーレーベル研究生としてステージデビュー

### 2016年
- 2月14日、「スマホ買って」「剣道少女」インディーズCD Wリリース
- 5月22日、3rdシングル「虹色halo」数量限定販売
- 5月、「第2回Tokyo Candoll」準決勝進出
- 6月、栗野春香NPO法人全国ラジオ体操連盟公認ラジオ体操指導員認定
- 6月、BSスカパー！「NIPPON IDOL CUP」カラオケバトル優勝（小林茉由）
- 8月、「TOKYO IDOL FESTIVAL 2016」初出場[6]

### 2017年
- 2月14日、「日曜朝練アイドル」リリース
- 4月、奈良怜那がNHK連続テレビ小説『ひよっこ』に出演[7]
- 5月4日、「第3回Tokyo Candoll」決勝進出
- 6月、奈良怜那、松樹侑奈NPO法人全国ラジオ体操連盟公認ラジオ体操指導員認定
- 8月、「TOKYO IDOL FESTIVAL 2017」出場[8]
- 8月、「少し高く」数量限定発売
- 10月、「Way of life」数量限定発売
- 10月、オールナイトニッポンｉパーソナリティーに就任[9]

### 2018年
- 4月、文化放送1階のサテライトプラス広場にて「ペーパーアイドル！！」公開収録にゲスト参加、ミニライブを同時に開催[10]
- 4月、エムカード「Way of life」発売
- 4月28日、幕張メッセで開催されたニコニコ超会議公式2018にて限定公開された音楽ゲーム「歌舞伎乱舞対戦～カブキダンスバトル～」とのコラボステージを開催[11]
- 6月、ミニアルバム「☆nonsugar mIni」発売
- 7月、AKIBAカルチャーズ劇場「新人公演2018～真夏のシンデレラたち～」にて5週間にわたり金曜日の公演を担当[12]
- 8月*　FMラジオ番組「アイドルコイン上場中！」の8月期MCに就任[13]
- 9月20日、テレビ東京「キミスタ」にて「Way of life」とラジオ体操を披露[14]

### 2019年
- 3月10日に開催された【☆NonSugarSHOW】追加公演をもって現メンバー全員が卒業、解散となる。[15]

## メンバー

### 最終メンバー
| 名前                        | 担当カラー | 生年月日               | 出身地 | 愛称            | 血液型 | 備考                                   |
| --------------------------- | ---------- | ---------------------- | ------ | --------------- | ------ | -------------------------------------- |
| 松樹 侑奈 （まつき ゆうな） | 黄緑       | 1999年4月1日（26歳）   | 東京都 | ゆうにゃ        | B型    | リーダー                               |
| 梅山 涼 （うめやま りょう） | 青         | 2000年2月17日（25歳）  | 埼玉県 | うめちゃん      | O型    | サブリーダー                           |
| 奈良 怜那 （なら れいな）   | ピンク     | 1995年1月11日（30歳）  | 青森県 | れなてん        | O型    | 「Dark Idol」参加者                    |
| 栗野 春香 （くりの はるか） | 赤         | 1998年3月3日（27歳）   | 東京都 | 栗野 はっちゅん | B型    | 現「SAISON」メンバー （2024年11月 - ） |
| 小林 茉由 （こばやし まゆ） | 黄         | 2000年11月27日（24歳） | 東京都 | まゆちぃ        | B型    |                                        |

### 旧メンバー
| 名前                          | 担当カラー | 生年月日               | 出身地 | 愛称       | 血液型 | 備考              |
| ----------------------------- | ---------- | ---------------------- | ------ | ---------- | ------ | ----------------- |
| 塙 結衣 （はなわ ゆい）       | 水色       | 1997年11月8日（27歳）  | 千葉県 | ゆいまーる |        | 2017年11月4日卒業 |
| 阪口 珠美 （さかぐち たまみ） | 紫         | 2001年11月10日（23歳） | 東京都 | たまちゃん | A型    | 乃木坂463期生     |
| 鈴本 美愉 （すずもと みゆ）   |            | 1997年12月5日（27歳）  | 愛知県 |            | AB型   | 欅坂461期生       |

## ディスコグラフィ

### 楽曲
- 日曜朝練アイドル
- ネガティヴ少女
- 自己紹介の唄
- 勇気とLink
- スマホ買って
- シュガーメイド
- 炎上上等!!
- 剣道少女
- ゆるせない宣言
- 虹色halo
- タラレバナミダ
- ねぇ、サンタさん
- 攻城戦
- 少し高く
- 夏☆銀色
- Magic
- Way of life

### CD
- 『スマホ買って(限定盤)』
- 『剣道少女(通常版)』
- 『剣道少女(限定盤)』
- 『虹色halo(限定盤)』
- 『スマホ買って(通常版)』
- 『日曜朝練アイドル(TYPE-A)』
- 『日曜朝練アイドル(TYPE-B)』
- 『少し高く(限定盤)』
- 『Way of life(限定盤)』